# لینا ۴۶۸
سیارک ۴۶۸ (به انگلیسی: 468 Lina، نامگذاری:1901FZ) چهارصد و شصت و هشتمین سیارک کشف شده‌است که در ۱۸ ژانویه ۱۹۰۱ و در هایدلبرگ کشف شد.
قدر مطلق سیارک برابر ۹٫۸۳ است.